# 江西广播电视台
江西广播电视台，又称江西广电传媒集团有限责任公司，是江西省一家主要从事广播电视节目制作、播出的特大型省属事业单位兼国有企业。

## 历史
1949年5月28日，南昌新华广播电台成立。
1950年11月11日，南昌新华广播电台更名为江西人民广播电台。
1970年10月1日，江西电视台在南昌正式建立。
1971年，在庐山、梅岭设立了电视转播台发射广播、电视节目信号。
1984年2月6日，开始使用2个频道播出电视台节目。
1985年8月，南昌地面卫星接收站建成，集微波、电视、调频广播发射三者综合利用于一体。
2001年，江西经济广播电台、江西信息广播电台正式并入江西人民广播电台；与此同时，江西有线电视台亦并入江西电视台。
2012年6月7日，江西人民广播电台與江西電視臺合併為江西广播电视台。江西广播电视台是中国江西省省级广播电台兼电视台，是经国家广电总局批准，江西省委、省政府决定成立的省级广播电视大型综合传媒机构。江西广播电视台将统一管理旗下江西电视台、江西人民广播电台等省级媒体资源，雇员2000余人。

## 服务

### 電視频道
江西广播电视台的电视服务源于1958年筹建的江西电视台，1970年10月1日正式开播，现有7个电视频道。
| 頻道名稱                  | 语言   | 广播格式                        | 啟播時間                                                                  | 频道前身                                                                    | 備註                       | 備註 |
| 江西卫视                  | 普通话 | SD: PAL 576i 16:9 HD: 1080i     | 标清版：1970年10月1日（启播） 1997年1月1日（上星） 高标清数模同播：2016年 | 江西电视台一套                                                              |                            |      |
| 都市频道                  | 普通話 | SD: PAL 576i 16:9 HD:1080i 16:9 | 1997年1月1日 高标清同播：2022年7月20日                                    | 江西电视台13频道 江西电视台二套                                             |                            |      |
| 经济·生活频道（江西经视） | 普通話 | SD: PAL 576i 16:9 HD：1080i     | 1994年1月20日 高标清同播： 2020年9月                                      | 江西有线电视台一套 江西有线电视台综合频道 江西电视台三套 江西电视台财经频道 |                            |      |
| 公共·农业频道             | 普通話 | SD: PAL 576i 16:9 HD：1080i     | 1999年8月8日 高标清同播： 2022年12月                                      | 江西有线电视台三套 江西有线电视台公共频道 江西电视台五套 江西电视台公共频道 | 2018年3月25日改为现名      |      |
| 少儿家庭频道              | 普通話 | SD: PAL 576i 16:9 HD：1080i     | 标清版：2005年11月28日 高标清同播：2020年8月                              | 江西电视台六套 江西电视台少儿频道                                           | 2015年为“哈尼卡通”频道呼号 |      |
| 新闻频道                  | 普通話 | SD: PAL 576i 4:3 HD: 1080i      | 标清版：2008年1月1日 高清版：2018年8月16日                                | 江西电视台七套 江西电视台红色经典频道                                       | 2018年8月16日改为现名      |      |
| 风尚购物频道              | 普通話 | SD: PAL 576i 16:9 HD:1080i 16:9 | 2009年10月                                                                |                                                                             |                            |      |

注：
江西省另有另一家电视媒体江西教育电视台，并不归江西广播电视台负责，归江西省教育厅主体负责。

### 停播频道
- 陶瓷频道：于2016年3月开播，由江西广播电视台与上海广播电视台合办的数字付费频道，现于2023年1月1日停播。
- 影视•旅游频道：于1995年3月28日开播，前身为江西有线电视台影视频道、江西电视台影视频道（江西电视台四套）、江西广播电视台影视娱乐频道，是江西省第一个电视专业化频道，2018年8月1日，与江西省旅游发展委员会合办并更名为江西影视•旅游频道，现于2025年7月22日零时起停播。
- 移动频道：于2014年10月20日开播，2025年5月1日停播。

### 广播频率
江西广播电视台的广播服务源于1949年5月28日成立的南昌新华广播电台，1950年11月11日更名为江西人民广播电台，现有6个广播频率。
| 頻道名稱                  | 语言   | 频道频率 （南昌市内）   | 啟播時間      | 频道前身                 | 备注                                                  |
| 综合新闻广播              | 普通話 | FM 104.4 MHz AM 729 kHz | 1949年5月28日 | 江西新闻广播             |                                                       |
| 音乐广播                  | 普通話 | FM 103.4 MHz            | 1998年1月1日  | 江西文艺音乐广播         |                                                       |
| 交通广播 （江西应急广播） | 普通話 | FM 105.4 MHz            | 2001年3月31日 | 江西信息交通广播         | 全省同频。2016年5月12日挂牌成为江西应急广播（JXEB）。 |
| 旅游广播                  | 普通話 | FM 97.4 MHz             | 2012年5月17日 |                          |                                                       |
| 财经广播                  | 普通話 | FM 99.2 MHz             |               |                          |                                                       |
| 故事广播                  | 普通話 | FM 96.9 MHz             | 2009年7月18日 | 江西交通广播（南昌频率） |                                                       |

### 停播频率
- 都市广播，1993年11月7日开播，曾用名江西经济广播电台、江西经济生活频率等，2008年7月3日更名为江西都市广播，节目以都市资讯、生活服务类为主，南昌地区FM 106.5 MHz。2025年1月25日零时起停播。团队并入都市频道[8]。

- 农村广播，2005年7月1日开播，曾用名江西科技•农村频率，定位为服务城乡大众的专业化频率，南昌地区FM98.5 MHz。2025年1月25日零时起停播。团队并入公共·农业频道[9]。

- 民生广播，2005年7月1日开播，曾用名为江西健康（老年）频率，2008年8月8日更名为江西民生频率，定位以服务大众民生为主的专业化频率，南昌地区FM101.9 MHz。2025年7月22日零时起停播。